# Lancieri Novara 2013
Questa voce raccoglie le informazioni riguardanti i Lancieri Novara nelle competizioni ufficiali della stagione 2013.

## Roster
| Roster dei Lancieri Novara (2013) |
| --- |
| Quarterback - 16 Nicolò Zanforlin Running Back - 38 Luca Cianchi - 44 Roberto Grieco RB/LB Wide Receiver - 5 Davide Zulian - 9 Diego Ricci - 19 Matteo Grimi - 21 Livio Zuliani - 88 Marco Rolando Tight End - 96 Lorenzo Di Giorgio Offensive Linemen - 62 Riccardo Di Giorgio C - 65 Gabriele Vellata G - 69 Simone Stangalini G Defensive Linemen - 33 Federico Meduri DE - 75 Matteo Andreoni DT/G - 89 Andrea Di Girolamo NG/TE - 90 Martino Miglio DE - 92 Daniele Storti Linebacker - 7 Mahmoud Soliman - 20 Khalil Mohammed Fouad - 41 Thomas Marangoni - 54 Paolo Canetta Defensive Back - 1 Massimo Coppola SS/LB - 4 Stefano Antoni CB/K - 22 Andrea Cafasso CB/P - 42 Mauro Bizzaro SS - 48 Simone Purghè CB Special Team Coaching staff - Leonardo Pozzato |

## Campionato Golden League FIF 2013

### Regular season

#### Andata
| Villaggio Sereno 29 settembre 2013, ore 15:00 Week 1 | Terminators Brescia | 40 – 20 | Lancieri Novara | C.S. Chicco Nova, Traversa diciottesima |

| Cornaredo 13 ottobre 2013, ore 15:00 Week 3 | Italian Football Academy Milano | 22 – 32 | Lancieri Novara | C.S. Sandro Pertini via dello sport 70 |

| Granozzo con Monticello 19 ottobre 2013, ore 20:30 Week 4 | Lancieri Novara | 42 – 13 (14-7 14-0 0-6 14-0) | Bengals Brescia | Novarello - Villaggio Azzurro Via Dante Graziosi 1 |

| Granozzo con Monticello 26 ottobre 2013, ore 20:30 Week 5 | Lancieri Novara | 61 – 50 (20-14 21-18 6-6 14-12) | Rams Milano | Novarello - Villaggio Azzurro Via Dante Graziosi 1 |

#### Ritorno
| Granozzo con Monticello 9 novembre 2013, ore 20:30 Week 6 | Lancieri Novara | 25 – 46 | Terminators Brescia | Novarello - Villaggio Azzurro Via Dante Graziosi 1 |

| Villaggio Sereno 16 novembre 2013, ore 20:30 Week 7 | Bengals Brescia | 33 – 7 | Lancieri Novara | C.S. Chicco Nova, Traversa diciottesima |

| Milano 24 novembre 2013, ore 14:30 Week 8 | Rams Milano | 54 – 18 | Lancieri Novara | Centro Sportivo Saini |

### Playoff
| Milano 1º dicembre 2013, ore 14:30 Semifinale | Rams Milano | 38 – 30 | Lancieri Novara | Centro Sportivo Saini |

## Statistiche di squadra
| Competizione | %Vittorie | In casa | In casa | In casa | In casa | In casa | In casa | In trasferta | In trasferta | In trasferta | In trasferta | In trasferta | In trasferta | Totale | Totale | Totale | Totale | Totale | Totale |
| Competizione | %Vittorie | G       | V       | N       | P       | Pf      | Ps      | G            | V            | N            | P            | Pf           | Ps           | G      | V      | N      | P      | Pf     | Ps     |
| ------------ | --------- | ------- | ------- | ------- | ------- | ------- | ------- | ------------ | ------------ | ------------ | ------------ | ------------ | ------------ | ------ | ------ | ------ | ------ | ------ | ------ |
| Campionato   | .428      | 3       | 2       | 0       | 1       | 128     | 109     | 4            | 1            | 0            | 3            | 77           | 149          | 7      | 3      | 0      | 4      | 205    | 258    |
| Playoff      | .000      | -       | -       | -       | -       | -       | -       | 1            | 0            | 0            | 1            | 30           | 38           | 1      | 0      | 0      | 1      | 30     | 38     |
| Totale       | .375      | 3       | 2       | 0       | 1       | 128     | 109     | 5            | 1            | 0            | 4            | 107          | 187          | 8      | 3      | 0      | 5      | 235    | 296    |